# 전유림 (가수)
전유림은 대한민국의 가수다. 2008년 그들이 사는 세상 OST 'Lalala...Love Song (Scat Song)'으로 데뷔했다.

## 방송
- 제23회 CBS 크리스천 뮤직 페스티벌 (2012) - 대상

## 음반
- 그들이 사는 세상 OST (2008)
- 제23회 CBS 크리스천 뮤직페스티벌 (23rd CBS Christian Music Festival) (2013)
- Made By GOD (2015)
- Must Be Born Again (2015)

## 경력
- 최종병기 활 OST 작사